# Uncut Gems
Uncut Gems is een Amerikaans misdaaddrama uit 2019 onder regie van de broers Benny en Josh Safdie. De hoofdrollen worden vertolkt door Adam Sandler, Lakeith Stanfield, Julia Fox, Eric Bogosian en Kevin Garnett.

## Verhaal
Howard Ratner bezit een juwelenwinkel in de diamantwijk van New York. Zijn leven is chaotisch en stressvol. Hij heeft een liefdesaffaire met zijn jonge werkneemster Julia en staat op het punt te scheiden van Dinah, de moeder van zijn kinderen. Daarnaast moet hij ook de resultaten van een colonoscopie afwachten en heeft hij schulden openstaan bij zijn schoonbroer Arno, die hem met zijn agressieve handlangers Nico en Phil regelmatig onder druk zet. Howard gaat er echter van uit dat hij zijn schulden weldra zal kunnen aflossen door de lucratieve verkoop van een zeldzame opaal, die gevonden werd in een door Ethiopische joden bestuurde mijn.
Demany, een medewerker van Howard, zorgt ervoor dat professioneel basketballer Kevin Garnett op bezoek komt in de juwelenwinkel. Garnett laat zijn oog vallen op de opaal. Howard leent de edelsteen uit aan Garnett en ontvangt als waarborg een NBA-kampioenschapsring van de basketballer. Howard verpandt de ring meteen om geld te kunnen inzetten op de eerstvolgende wedstrijd van Garnett. Hij denkt veel geld te hebben gewonnen, maar ontdekt dan dat Arno de weddenschap achter zijn rug heeft geannuleerd. Tijdens een toneelvoorstelling van zijn dochter wordt Howard door de handlangers van Arno achternagezeten, in elkaar getimmerd en naakt achtergelaten in zijn autokoffer.
Howard probeert de opaal terug te krijgen, maar Garnett blijkt onbereikbaar. Tijdens een feestje van zanger The Weeknd wordt Howard om die reden kwaad op Demany. Wanneer hij vervolgens op hetzelfde feestje ontdekt dat Julia zich met The Weeknd in de toiletten heeft teruggetrokken, wordt hij ook woedend op haar, waarna hij besluit om hun relatie te beëindigen.
Nadien brengt Garnett de opaal terug. Hij wil de edelsteen overkopen, maar Howard denkt meer geld te kunnen verdienen door de opaal op een openbare veiling te verkopen. Zijn plan loopt niet gesmeerd. De steen wordt door het veilinghuis aan een lager bedrag aangeboden dan Howard verwachtte. Om die reden vraagt hij zijn schoonvader om de prijs van de steen tijdens de veiling op te drijven. Zo wil hij Garnett, die ook op de steen biedt, meer laten betalen. Maar Garnett haakt vroegtijdig af, waardoor Howards schoonvader plots de veiling wint. Na de veiling wordt Howard opnieuw geïntimideerd en fysiek bejegend door Arno, Nico en Phil. De radeloze Howard wordt even later in zijn winkel getroost door Julia.
Wanneer Howard te weten komt dat Garnett de opaal nog steeds wil, ziet hij een uitweg. Hij verkoopt de steen alsnog aan de basketballer, maar gebruikt het geld niet om zijn schulden af te lossen, maar wel om een nieuwe weddenschap te plaatsen. Howard stuurt Julia stiekem met een helikopter op pad om in een casino al het geld in te zetten op de volgende wedstrijd van Garnett. Arno en zijn handlangers zijn furieus. Ze laten Howard uit een raam bengelen, maar desondanks weigert hij om de weddenschap te annuleren.
Arno, Nico en Phil schakelen enkele handlangers in om Julia op te sporen en de weddenschap tegen te houden, maar wanneer het drietal Howards winkel wil verlaten, worden ze door Howard in de beveiligingssluis van de winkel opgesloten. Phil dreigt een pistool af te vuren, maar het glas van de sluis is kogelwerend. In de sluis kijkt het trio toe hoe Howard met spanning de basketbalwedstrijd van Garnett volgt. Ondertussen probeert Julia in het casino uit de greep van Arno's handlangers te blijven.
Howard wint de weddenschap en is door het dolle heen. In het casino int Julia 1,2 miljoen dollar. Howard laat zijn drie schuldeisers opnieuw vrij, maar een nog steeds gefrustreerde Phil schiet Howard meteen dood. Arno is geschokt en verzet zich tegen de gang van zaken, waarna ook hij door Phil wordt doodgeschoten. Vervolgens roven Nico en Phil de winkel leeg. Een nietsvermoedende Julia keert ondertussen met de grote gokwinst huiswaarts.

## Rolverdeling
| Acteur                  | Personage     |
| ----------------------- | ------------- |
| Adam Sandler            | Howard Ratner |
| Lakeith Stanfield       | Demany        |
| Julia Fox               | Julia         |
| Kevin Garnett           | Als zichzelf  |
| Idina Menzel            | Dinah Ratner  |
| Judd Hirsch             | Gooey         |
| Eric Bogosian           | Arno          |
| Keith Williams Richards | Phil          |
| Tommy Kominik           | Nico          |
| Pom Klementieff         | Lexus         |
| Mike Francesa           | Gary          |
| Jonathan Aranbayev      | Eddie Ratner  |
| Noa Fisher              | Marcel Rarner |
| Jacob Igielski          | Beni Ratner   |
| The Weeknd              | Als zichzelf  |

## Productie
In mei 2016 raakte bekend dat de broers Benny en Josh Safdie een script zouden verfilmen dat ze samen met Ronald Bronstein geschreven hadden. Het project werd tijdens het filmfestival van Cannes opgepikt door onder meer Sikelia Productions, het productiebedrijf van filmmaker Martin Scorsese. Een jaar later werd bericht dat Jonah Hill de hoofdrol zou spelen, werden de distributierechten verkocht aan A24 en werd ook producent Scott Rudin bij het project betrokken. De internationale distributierechten werden uiteindelijk verkocht aan streamingdienst Netflix, terwijl de Amerikaanse distributierechten bij A24 bleven.
In april 2018 raakte bekend dat Hill vervangen zou worden door Adam Sandler. In augustus en september 2018 werd de cast uitgebreid met onder meer Eric Bogosian, Judd Hirsch, Lakeith Stanfield en Idina Menzel. De opnames gingen in september 2018 van start in New York en eindigden in november 2018.
Uncut Gems ging op 30 augustus 2019 in première op het filmfestival van Telluride.

## Prijzen en nominaties
| Jaar | Prijs                     | Categorie                 | Genomineerde(n)                               | Uitslag     |
| ---- | ------------------------- | ------------------------- | --------------------------------------------- | ----------- |
| 2019 | National Board of Review  | Top 10 films van het jaar | Top 10 films van het jaar                     | Gewonnen    |
| 2019 | National Board of Review  | Beste acteur              | Adam Sandler                                  | Gewonnen    |
| 2019 | National Board of Review  | Beste originele scenario  | Josh Safdie, Benny Safdie, Ronald Bronstein   | Gewonnen    |
| 2020 | Independent Spirit Awards | Beste film                | Eli Bush, Sebastian Bear-McClard, Scott Rudin | Genomineerd |
| 2020 | Independent Spirit Awards | Beste acteur              | Adam Sandler                                  | Gewonnen    |
| 2020 | Independent Spirit Awards | Beste regie               | Benny Safdie, Josh Safdie                     | Gewonnen    |
| 2020 | Independent Spirit Awards | Beste scenario            | Josh Safdie, Benny Safdie, Ronald Bronstein   | Genomineerd |
| 2020 | Independent Spirit Awards | Beste montage             | Benny Safdie, Ronald Bronstein                | Gewonnen    |